# Alcancé Salvación
Estoy bien con mi Dios. es un himno cristiano de influencia en el protestantismo, escrito en 1873 por Horatio Spafford, y cuya música fue compuesta por Philip Bliss.

## Historia
Este himno fue escrito después de varios acontecimientos traumáticos en la vida de Spafford. El primero, la muerte de su único hijo en 1871, seguido de una mala operación financiera que evaporó una fuerte suma de dinero que había invertido. Meses más tarde, gran parte de sus bienes personales fueron consumidos por el Gran Incendio de Chicago de 1871 que le arruinó financieramente (Era un gran abogado). 
Amigo del célebre evangelista D.L. Moody, en 1873 decidió viajar a Europa con su familia en el trasatlántico SS Ville du Havre, con el objetivo de descansar y visitar a sus amistades en Inglaterra. Pero a último momento decidió enviar a la familia primero mientras él se demoró en negocios relacionados con la solución a los problemas ocasionados por el gran incendio. 
Durante la travesía del Atlántico, el Ville du Havre fue embestido por con el buque inglés Lorchean y se hundió en apenas 12 minutos. Gran parte de los pasajeros y la tripulación del barco no pudieron salir del mismo y se ahogaron en las aguas del océano. Entre las víctimas fatales del SS Ville du Havre estaban las cuatro hijas de Spafford. Su esposa logró sobrevivir y llegar a la costa oeste de las islas británicas. La sra. Spafford llegó a Cardiff, en Gales. Desde allí envió a su esposo un telegrama donde escribió ÚNICA SALVA. Que he de hacer?. Spafford tomó el primer barco y viajó a encontrarse con su esposa en (Europa). 
Se dice que durante el viaje, navío que conducía a Spafford atravesó el sitio exacto donde se había hundido el SS Ville du Havre. El capitán le indicó a Spafford donde se hallaba el infortunado buque. Spafford descendió a su camarote y con la imagen de la tragedia en su mente, escribió los versos que componen esta preciosa melodía.  Basándose en las palabras de su esposa, escribió una poesía que ha llegado a ser de consuelo para muchos creyentes atribulados en “un mar de
aflicción”.
Posteriormente los Spafford tuvieron 3 hijos más. uno de ellos murió durante la infancia. Siguieron viviendo en Chicago. 
El Sr. y la Sra. SPAFFORD tuvieron mucho interés en la Segunda Venida de Cristo. Tal fue su convicción que en 1881 Spafford decidió ir a Jerusalén con su esposa y sus dos hijas vivas. Allí murió SPAFFORD. Antes de morir, él y sus esposa ayudaron a fundar un grupo llamado la American Colony; su misión fue servir a los pobres. La colonia más tarde se convirtió en el tema del Premio Nobel Ganar Jerusalén, por la novelista sueca Selma Lagerlöf. Dicha obra de beneficencia todavía existe en Jerusalén; su sede es un gran edificio que existe en las afueras de la capital de "Israel", donde se sigue cumpliendo con la tarea que iniciara Spafford.

## Curiosidades
- El himno está presente en la mayoría de los himnarios de música cristianos.
- Ha sido traducido a varios idiomas, entre ellos: polaco, ruso, albano, croata, francés, serbio y oros. La versión española fue traducida por el mexicano Pedro Grado Valdez.
- El himno es una de las principales melodías de la canción "Vuelos de Valor", compuesto por James Swearingen en memoria de las víctimas de la Vuelo 93 de United Airlines.
- La banda de Christian metalcore Haste the Day toma su nombre del segundo verso de la última estrofa del himno en inglés.
- Shane & Shane recientemente grabó esta canción en vivo en el álbum " How Great is our God."
- Peace like a River, es el nombre de una novela de Leif Enger, inspirado en este himno.
- El concierto de la banda una piezaOn a Hymnsong of Philip Bliss, compuesto por David Holsinger, se basa en la melodía de este himno
- El himno fue grabado por el grupo sudafricano Mahotella Queens en su álbum,Siyadumisa (Canciones de Alabanza )(2007).
- Fever Drum and Bugle Corps utilizan este himno como su canción lema.
- La banda cristiana Jars of Clay grabó esta canción en su álbum "Canciones de Redención".
- la banda cristiana Audio Adrenaline grabó esta canción en su álbum "Underdog".
- El artista evangélico nigeriano Wale Adenuga y la banda fountain of praise escogieron esta canción como la principal de su álbum Friend of Light
- En el himnario de la Iglesia Adventista del Séptimo Día es tomado como el himno n.º 426. (Himnario Adventista Ed. 2009 ACES).
- La banda cristiana Kutless grabó esta canción en su álbum "It is well".